# Txiki Begiristain
Txiki Begiristain (Olaberría, 1964. augusztus 12. –) spanyol válogatott labdarúgó.
A spanyol válogatott tagjaként részt vett az 1994-es világbajnokságon.
Jelenleg az angol Manchester City sportigazgatója.

## Statisztika
| Spanyol válogatott | Spanyol válogatott | Spanyol válogatott |
| Időszak            | Mérk.              | gól                |
| ------------------ | ------------------ | ------------------ |
| 1988               | 6                  | 0                  |
| 1989               | 2                  | 1                  |
| 1990               | 1                  | 0                  |
| 1991               | 1                  | 0                  |
| 1992               | 3                  | 3                  |
| 1993               | 4                  | 1                  |
| 1994               | 5                  | 1                  |
| Összesen           | 22                 | 6                  |